# Église presbytérienne réformée du Mexique
L'Iglesia Presbiteriana Reformada de México (IPRM - Église presbytérienne réformée du Mexique) est une église presbytérienne du Mexique née en 1983 d'un schisme au sein de l'Iglesia Presbiteriana Independiente de Mexico (IPIM). Elle rassemble plus de 25 000 fidèles dans plus de 100 paroisses.[réf. nécessaire] Elle est membre de l'ARM et de l'Aipral.

## Historique
L'IPRM naît d'un schisme au sein de l'IPIM en 1983. Le conflit est né des relations que l'Église entretenait avec la Christian Reformed Church in North America (CRCNA). La majorité de l'IPIM s'est prononcée pour l'indépendance, mais plusieurs communautés ont voulu continuer à travailler avec la CRCNA.
En 1992, l'Église adopte son nom actuel.

## Liens
- Site officiel